# Troglohyphantes pyrenaeus
Troglohyphantes pyrenaeus är en spindelart som beskrevs av Simon 1907. Troglohyphantes pyrenaeus ingår i släktet Troglohyphantes och familjen täckvävarspindlar.
Artens utbredningsområde är Frankrike. Inga underarter finns listade i Catalogue of Life.